# Hans Dahlman
Hans Johan Teofron Dahlman, född 20 december 1943 i Klara församling i Stockholm, död 19 februari 2023, var en svensk författare, manusförfattare och underhållare i press, radio och tv. 
Hans Dahlman blev välbekant som den lika trovärdige som otillförlitlige nyhetsuppläsaren Lelle Printer i Sveriges Radios satirgrupp På Håret, som var verksamma under 18 år (1982-2000), oftast i P1:s veckomagasin God morgon, världen!.
Dahlman framträdde i nyårsrevyer på Dramaten och Berns samt i revyer på bland annat Moriskan i Malmö och Komediteatern i Stockholm. Sin satiriska ådra fick han även utlopp för då han satt i redaktionen för TV-programmet Snacka om nyheter under den period när Stellan Sundahl var programledare. Under några år skrev Dahlman dagsverser på Dagens Nyheters Namn & Nytt-sida under pseudonymen Lille Pränter.
Hans Dahlman gav ut en rad böcker såsom Politiskt korrekta sagor, kåserisamlingen Lätt överviktiga betraktelser och Lelle Printers Politiska Lexikon inför valrörelserna 2002, 2006 och 2014. År 2006 utkom Pojkarnas nostalgibok. Det skimrande femtiotalet och 2012 en samling med stockholmska slangord Slamkrypare och myggjagare.
Under perioden 18 augusti 2006 till 5 januari 2007 medverkade han även i P4:s Senaste nytt med satirikerns glimt i ögat på fredagarna i P4 Extra.

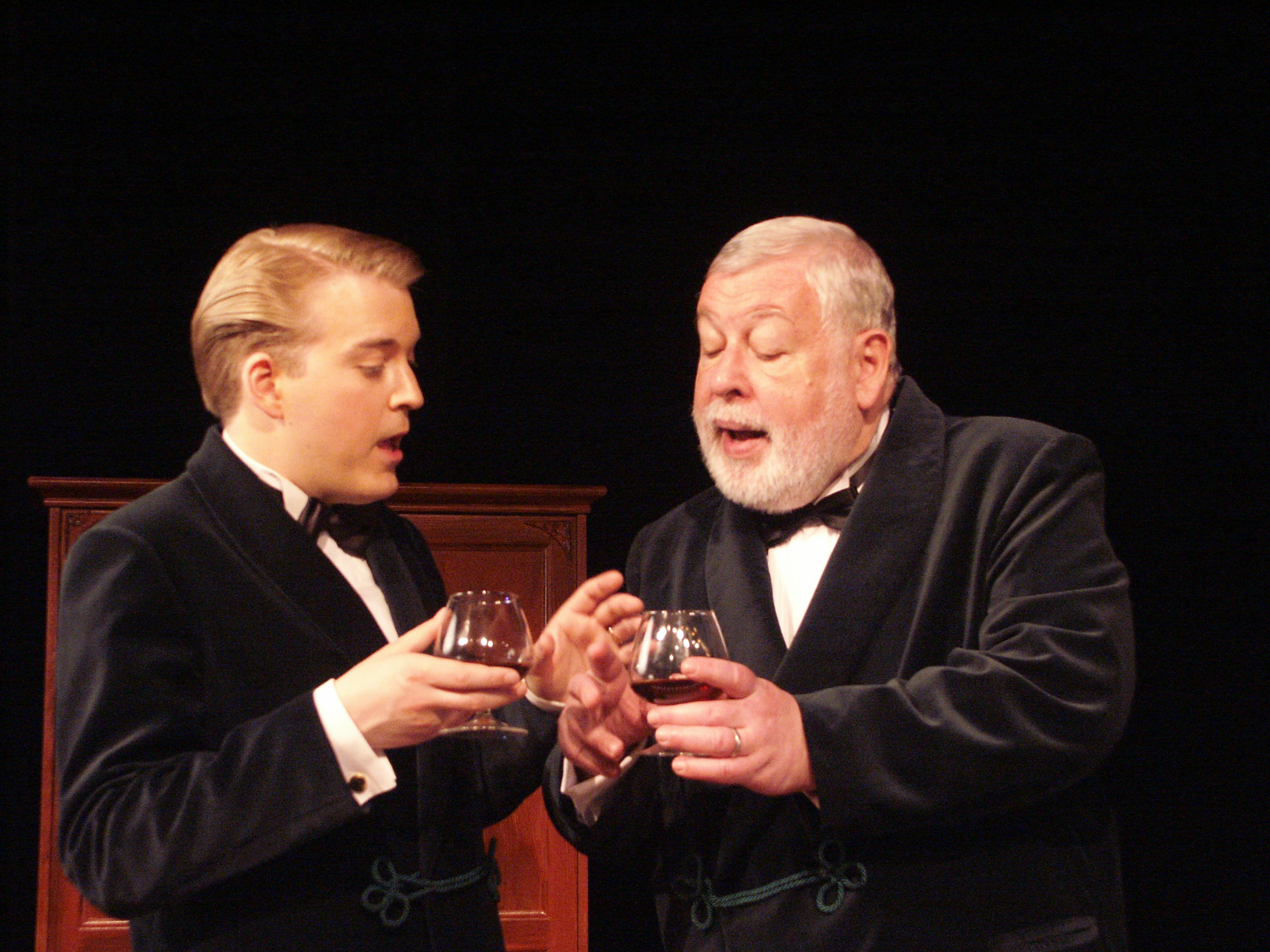
Andreas T Olsson och Hans Dahlman i kabarén Högt i tak 2004.

Från 2003 samarbetade Dahlman med Andreas T Olsson. Tillsammans gjorde de den Karl Gerhard-inspirerade kabarén Högt i tak (2004) och satirserierna Fejkradion (2007) och Valobservatören (2014) för P4 Sveriges Radio Väst. Dahlman var tillsammans med Olsson huvudförfattare till Veckans revy (2010-2012) och Semestersabotören (2013) i samma radiokanal.